# Nematus villosus
Nematus villosus är en stekelart som beskrevs av Thomson 1862. Nematus villosus ingår i släktet Nematus, och familjen bladsteklar. Arten är reproducerande i Sverige.